# Vòng loại Giải vô địch bóng đá châu Âu 2008 (Bảng E)
Dưới đây là kết quả các trận đấu trong khuôn khổ bảng E - vòng loại Giải vô địch bóng đá châu Âu 2008. 8 đội bóng châu Âu thi đấu trong hai năm 2006 và 2007, theo thể thức lượt đi-lượt về, vòng tròn tính điểm, lấy hai đội đầu bảng tham gia vòng chung kết Euro 2008. Kết thúc vòng loại, hai đội Croatia và Nga giành quyền tới Áo và Thụy Sĩ.
|  | Đội giành quyền vào vòng chung kết. |

| Đội tuyển     | Điểm | Số trận | Thắng | Hòa | Thua | Bàn thắng | Bàn thua | Hiệu số |
| ------------- | ---- | ------- | ----- | --- | ---- | --------- | -------- | ------- |
| Croatia       | 29   | 12      | 9     | 2   | 1    | 28        | 8        | +20     |
| Nga           | 24   | 12      | 7     | 3   | 2    | 18        | 7        | +11     |
| Anh           | 23   | 12      | 7     | 2   | 3    | 24        | 7        | +17     |
| Israel        | 23   | 12      | 7     | 2   | 3    | 20        | 12       | +8      |
| Bắc Macedonia | 14   | 12      | 4     | 2   | 6    | 12        | 12       | 0       |
| Estonia       | 7    | 12      | 2     | 1   | 9    | 5         | 21       | -16     |
| Andorra       | 0    | 12      | 0     | 0   | 12   | 2         | 42       | -40     |

|               | Andorra                                                  | Croatia                                                  | Anh                                                      | Estonia                                                  | Israel                                                   | Bắc Macedonia                                            | Nga                                                      |
| ------------- | -------------------------------------------------------- | -------------------------------------------------------- | -------------------------------------------------------- | -------------------------------------------------------- | -------------------------------------------------------- | -------------------------------------------------------- | -------------------------------------------------------- |
| Andorra       | —                                                        | 0–6 Lưu trữ ngày 16 tháng 6 năm 2008 tại Wayback Machine | 0–3 Lưu trữ ngày 16 tháng 6 năm 2008 tại Wayback Machine | 0–2 Lưu trữ ngày 16 tháng 6 năm 2008 tại Wayback Machine | 0–3 Lưu trữ ngày 16 tháng 6 năm 2008 tại Wayback Machine | 0–2 Lưu trữ ngày 16 tháng 6 năm 2008 tại Wayback Machine | 0–1 Lưu trữ ngày 16 tháng 6 năm 2008 tại Wayback Machine |
| Croatia       | 7–0 Lưu trữ ngày 16 tháng 6 năm 2008 tại Wayback Machine | —                                                        | 2–0 Lưu trữ ngày 16 tháng 6 năm 2008 tại Wayback Machine | 2–0 Lưu trữ ngày 16 tháng 6 năm 2008 tại Wayback Machine | 2–1 Lưu trữ ngày 16 tháng 6 năm 2008 tại Wayback Machine | 1–0 Lưu trữ ngày 16 tháng 6 năm 2008 tại Wayback Machine | 0–0 Lưu trữ ngày 16 tháng 6 năm 2008 tại Wayback Machine |
| Anh           | 5–0 Lưu trữ ngày 16 tháng 6 năm 2008 tại Wayback Machine | 2–3 Lưu trữ ngày 16 tháng 6 năm 2008 tại Wayback Machine | —                                                        | 3–0 Lưu trữ ngày 16 tháng 6 năm 2008 tại Wayback Machine | 0–0 Lưu trữ ngày 16 tháng 6 năm 2008 tại Wayback Machine | 3–0 Lưu trữ ngày 16 tháng 6 năm 2008 tại Wayback Machine | 3–0 Lưu trữ ngày 16 tháng 6 năm 2008 tại Wayback Machine |
| Estonia       | 2–1 Lưu trữ ngày 16 tháng 6 năm 2008 tại Wayback Machine | 0–1 Lưu trữ ngày 16 tháng 6 năm 2008 tại Wayback Machine | 0–3 Lưu trữ ngày 16 tháng 6 năm 2008 tại Wayback Machine | —                                                        | 0–1 Lưu trữ ngày 16 tháng 6 năm 2008 tại Wayback Machine | 0–1 Lưu trữ ngày 16 tháng 6 năm 2008 tại Wayback Machine | 0–2 Lưu trữ ngày 16 tháng 6 năm 2008 tại Wayback Machine |
| Israel        | 4–1 Lưu trữ ngày 16 tháng 6 năm 2008 tại Wayback Machine | 3–4 Lưu trữ ngày 16 tháng 6 năm 2008 tại Wayback Machine | 0–0 Lưu trữ ngày 16 tháng 6 năm 2008 tại Wayback Machine | 4–1 Lưu trữ ngày 16 tháng 6 năm 2008 tại Wayback Machine | —                                                        | 1–0 Lưu trữ ngày 16 tháng 6 năm 2008 tại Wayback Machine | 2–1 Lưu trữ ngày 16 tháng 6 năm 2008 tại Wayback Machine |
| Bắc Macedonia | 3–0 Lưu trữ ngày 16 tháng 6 năm 2008 tại Wayback Machine | 2–0 Lưu trữ ngày 16 tháng 6 năm 2008 tại Wayback Machine | 0–1 Lưu trữ ngày 16 tháng 6 năm 2008 tại Wayback Machine | 1–1 Lưu trữ ngày 2 tháng 6 năm 2008 tại Wayback Machine  | 1–2 Lưu trữ ngày 16 tháng 6 năm 2008 tại Wayback Machine | —                                                        | 0–2 Lưu trữ ngày 16 tháng 6 năm 2008 tại Wayback Machine |
| Nga           | 4–0 Lưu trữ ngày 16 tháng 6 năm 2008 tại Wayback Machine | 0–0 Lưu trữ ngày 16 tháng 6 năm 2008 tại Wayback Machine | 2–1 Lưu trữ ngày 16 tháng 6 năm 2008 tại Wayback Machine | 2–0 Lưu trữ ngày 16 tháng 6 năm 2008 tại Wayback Machine | 3–0 Lưu trữ ngày 16 tháng 6 năm 2008 tại Wayback Machine | 1–1 Lưu trữ ngày 16 tháng 6 năm 2008 tại Wayback Machine | —                                                        |

Ghi chú về thứ tự bảng xếp hạng
- Thự tự giữa Anh và Israel được tính dựa vào kết quả đối đầu trực tiếp giữa hai đội
  - Anh - 4 điểm (thắng 3-0 trên sân nhà, hòa 0-0 trên sân khách)
  - Israel - 1 điểm (hòa 0-0 trên sân nhà, thua 0-3 trên sân khách)

Ghi chú về hai đội giành quyền vào vòng chung kết:
- Croatia giành vé tới Áo và Thụy Sĩ sau trận thắng Nga 2-1 vào ngày 17 tháng 11 năm 2007, trở thành đội thứ 7 vượt qua vòng loại.
- Nga giành vé tới Áo và Thụy Sĩ sau trận thắng Andorra 1-0 vào ngày 21 tháng 11 năm 2007, trở thành đội thứ 14 vượt qua vòng loại.

## Kết quả
Lễ bốc thăm chia cặp bảng E được tiến hành tại một cuộc họp báo ở Nyon, Thụy Sĩ, vào ngày 3 tháng 3 năm 2006.
| Estonia | 0-1      | Bắc Macedonia |
| ------- | -------- | ------------- |
|         | Chi tiết | Sedloski 73'  |

| Anh                                           | 5-0      | Andorra |
| --------------------------------------------- | -------- | ------- |
| Crouch 5', 66' · Gerrard 13' · Defoe 38', 47' | Chi tiết |         |

| Estonia | 0-1      | Israel      |
| ------- | -------- | ----------- |
|         | Chi tiết | Colautti 8' |

| Nga | 0-0      | Croatia |
| --- | -------- | ------- |
|     | Chi tiết |         |

| Israel                                                          | 4-1      | Andorra       |
| --------------------------------------------------------------- | -------- | ------------- |
| Benayoun 9' · Ben-Shushan 11' · Gershon 43' (ph.đ.) · Tamuz 69' | Chi tiết | Fernandez 84' |

| Bắc Macedonia | 0-1      | Anh        |
| ------------- | -------- | ---------- |
|               | Chi tiết | Crouch 46' |

| Nga         | 1-1      | Israel          |
| ----------- | -------- | --------------- |
| Arshavin 5' | Chi tiết | Ben-Shushan 84' |

| Anh | 0-0      | Bắc Macedonia |
| --- | -------- | ------------- |
|     | Chi tiết |               |

| Croatia                                                            | 7-0      | Andorra |
| ------------------------------------------------------------------ | -------- | ------- |
| Petrić 12', 37', 48', 50' · Klasnić 58' · Balaban 62' · Modrić 83' | Chi tiết |         |

| Andorra | 0-3      | Bắc Macedonia                           |
| ------- | -------- | --------------------------------------- |
|         | Chi tiết | Pandev 13' · Noveski 16' · Naumoski 31' |

| Nga                         | 2-0      | Estonia |
| --------------------------- | -------- | ------- |
| Pogrebnyak 78' · Sychev 90' | Chi tiết |         |

| Croatia                             | 2-0      | Anh |
| ----------------------------------- | -------- | --- |
| Eduardo 61' · G. Neville 68' (l.n.) | Chi tiết |     |

| Bắc Macedonia | 0-2      | Nga                        |
| ------------- | -------- | -------------------------- |
|               | Chi tiết | Bystrov 18' · Arshavin 32' |

| Israel                          | 3-4      | Croatia                                  |
| ------------------------------- | -------- | ---------------------------------------- |
| Colautti 8', 89' · Benayoun 68' | Chi tiết | Srna 35' (ph.đ.) · Eduardo 39', 54', 72' |

| Estonia | 0-2      | Nga                         |
| ------- | -------- | --------------------------- |
|         | Chi tiết | Bystrov 66' · Kerzhakov 78' |

| Israel | 0-0      | Anh |
| ------ | -------- | --- |
|        | Chi tiết |     |

| Croatia                | 2-1      | Bắc Macedonia |
| ---------------------- | -------- | ------------- |
| Srna 58' · Eduardo 88' | Chi tiết | Sedloski 36'  |

| Israel                                  | 4-0      | Estonia |
| --------------------------------------- | -------- | ------- |
| Tal 19' · Colautti 29' · Sahar 77', 80' | Chi tiết |         |

| Andorra | 0-3      | Anh                             |
| ------- | -------- | ------------------------------- |
|         | Chi tiết | Gerrard 54', 76' · Nugent 90+2' |

| Estonia | 0-1      | Croatia     |
| ------- | -------- | ----------- |
|         | Chi tiết | Eduardo 32' |

| Nga                                 | 4-0      | Andorra |
| ----------------------------------- | -------- | ------- |
| Kerzhakov 8', 16', 49' · Sychev 71' | Chi tiết |         |

| Bắc Macedonia | 1-2      | Israel                      |
| ------------- | -------- | --------------------------- |
| Stojkov 13'   | Chi tiết | Yitzhaki 11' · Colautti 44' |

| Andorra | 0-2      | Israel                   |
| ------- | -------- | ------------------------ |
|         | Chi tiết | Tamuz 37' · Colautti 53' |

| Croatia | 0-0      | Nga |
| ------- | -------- | --- |
|         | Chi tiết |     |

| Estonia | 0-3      | Anh                                 |
| ------- | -------- | ----------------------------------- |
|         | Chi tiết | J. Cole 37' · Crouch 54' · Owen 62' |

| Estonia                      | 2-1      | Andorra   |
| ---------------------------- | -------- | --------- |
| Piiroja 34' · Zelinski 90+2' | Chi tiết | Silva 87' |

| Nga                                              | 3-0      | Bắc Macedonia |
| ------------------------------------------------ | -------- | ------------- |
| V. Berezutskiy 8' · Arshavin 84' · Kerzhakov 88' | Chi tiết |               |

| Anh                                           | 3-0      | Israel |
| --------------------------------------------- | -------- | ------ |
| Wright-Phillips 20' · Owen 49' · Richards 66' | Chi tiết |        |

| Croatia            | 2-0      | Estonia |
| ------------------ | -------- | ------- |
| Eduardo 39', 45+1' | Chi tiết |         |

| Andorra | 0-6      | Croatia                                                               |
| ------- | -------- | --------------------------------------------------------------------- |
|         | Chi tiết | Srna 34' · Petrić 38', 44' · Kranjčar 49' · Eduardo 55' · Rakitić 64' |

| Bắc Macedonia | 1-1      | Estonia     |
| ------------- | -------- | ----------- |
| Maznov 30'    | Chi tiết | Piiroja 17' |

| Anh                          | 3-0      | Nga |
| ---------------------------- | -------- | --- |
| Owen 7', 31' · Ferdinand 84' | Chi tiết |     |

| Anh                                                | 3-0      | Estonia |
| -------------------------------------------------- | -------- | ------- |
| Wright-Phillips 11' · Rooney 32' · Rähn 33' (l.n.) | Chi tiết |         |

| Croatia     | 1-0    | Israel |
| ----------- | ------ | ------ |
| Eduardo 52' | Report |        |

| Nga                           | 2-1      | Anh        |
| ----------------------------- | -------- | ---------- |
| Pavlyuchenko 69' (ph.đ.), 73' | Chi tiết | Rooney 29' |

| Bắc Macedonia                            | 3-0      | Andorra |
| ---------------------------------------- | -------- | ------- |
| Naumoski 30' · Sedloski 44' · Pandev 59' | Chi tiết |         |

| Andorra | 0-2      | Estonia                 |
| ------- | -------- | ----------------------- |
|         | Chi tiết | Oper 31' · Lindpere 60' |

| Israel                  | 2-1      | Nga               |
| ----------------------- | -------- | ----------------- |
| Barda 10' · Golan 90+2' | Chi tiết | Bilyaletdinov 61' |

| Bắc Macedonia             | 2-0      | Croatia |
| ------------------------- | -------- | ------- |
| Maznov 71' · Naumoski 83' | Chi tiết |         |

| Israel    | 1-0      | Bắc Macedonia |
| --------- | -------- | ------------- |
| Barda 35' | Chi tiết |               |

| Andorra | 0-1      | Nga        |
| ------- | -------- | ---------- |
|         | Chi tiết | Sychev 39' |

| Anh                              | 2-3      | Croatia                             |
| -------------------------------- | -------- | ----------------------------------- |
| Lampard 56' (ph.đ.) · Crouch 65' | Chi tiết | Kranjčar 8' · Olić 14' · Petrić 77' |

## Cầu thủ ghi bàn
Đã có 109 bàn thắng ghi được trong 42 trận đấu, trung bình 2.6 bàn thắng mỗi trận đấu.
- Eduardo

- Mladen Petrić

- Roberto Colautti

- Peter Crouch
- Aleksandr Kerzhakov

- Michael Owen

- Steven Gerrard
- Darijo Srna
- Bản mẫu:Country data RMK Ilčo Naumoski
- Bản mẫu:Country data RMK Goce Sedloski
- Andrey Arshavin
- Dmitri Sychev

- Jermain Defoe
- Wayne Rooney
- Shaun Wright-Phillips
- Niko Kranjčar
- Raio Piiroja
- Elyaniv Barda
- Yossi Benayoun
- Amit Ben Shushan
- Ben Sahar
- Toto Tamuz
- Bản mẫu:Country data RMK Goran Maznov
- Bản mẫu:Country data RMK Goran Pandev
- Vladimir Bystrov
- Roman Pavlyuchenko

- Juli Fernández
- Fernando Silva
- Joe Cole
- Rio Ferdinand
- Frank Lampard
- David Nugent
- Micah Richards
- Boško Balaban
- Ivan Klasnić
- Luka Modrić
- Ivica Olić
- Ivan Rakitić
- Joel Lindpere
- Andres Oper
- Indrek Zelinski
- Shimon Gershon
- Omer Golan
- Idan Tal
- Barak Yitzhaki
- Bản mẫu:Country data RMK Nikolče Noveski
- Bản mẫu:Country data RMK Aco Stojkov
- Vasili Berezutski
- Diniyar Bilyaletdinov
- Pavel Pogrebnyak

- Gary Neville (trong trận gặp Croatia)
- Taavi Rähn (trong trận gặp Anh)